# William Grosvenor, 3:e hertig av Westminster
William Grosvenor, 3:e hertig av Westminster, född på Eaton Hall 23 december 1894, död 22 februari 1963, var son till lord Henry George Grosvenor (1861-1914) och hans första maka Dora Erskine-Wemyss (1856-1894) och sonson till Hugh Lupus Grosvenor, 1:e hertig av Westminster (1825-1899).
William Grosvenor var ogift.